# Justus Karl Haßkarl

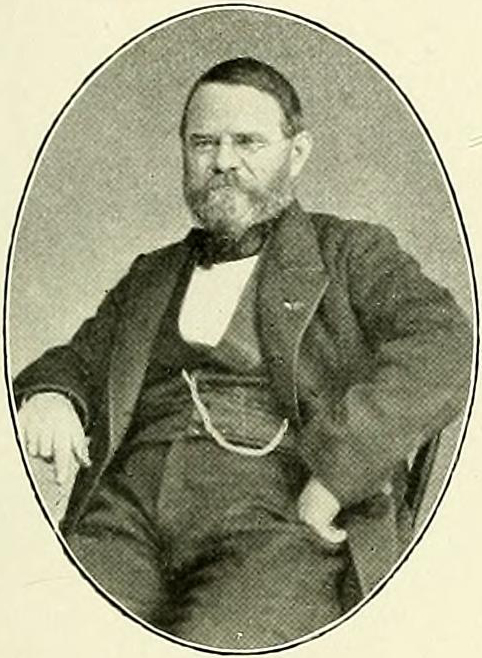
Justus Karl Haßkarl (1811–1894)

Justus Karl Haßkarl (* 6. Dezember 1811 in Kassel; † 5. Januar 1894 in Kleve) war ein deutscher Reisender und Naturforscher. Sein offizielles botanisches Autorenkürzel lautet „Hassk.“

## Leben und Wirken
Haßkarl erlernte ab 1827 die Gärtnerei am Botanischen Garten in Poppelsdorf und widmete sich ab 1834 naturhistorischen Studien an der Universität in Bonn, um sich für wissenschaftliche Reisen vorzubereiten. Im Jahr 1836 ging er nach Java, erhielt eine Anstellung als Hortulanus (Gärtner) am Botanischen Garten in Buitenzorg (Bogor) und machte viele Ausflüge und Reisen in das Innere des Landes. Er kehrte 1846 in die Heimat zurück und nahm das Sekretariat der Handelskammer in Düsseldorf an. Im Jahr 1847 wurde er zum Mitglied der Leopoldina gewählt.
Im Jahr 1852 ging er im Auftrag der holländischen Regierung nach Lima und im Frühjahr 1853 ins Innere Perus, um den Chinarindenbaum in Java anzusiedeln. Er sandte Samen von Uchubamba nach Holland, und 1854 erreichte er mit etwa 500 jungen Cinchona calisaya-Chinabäumchen aus der Nähe der brasilianischen Grenze östlich vom Titicacasee die Küste. Seine Rückkehr glich einer Flucht, da der eigentliche Zweck seiner Reise inzwischen bekannt geworden war. Bei seiner Ankunft auf Java leitete er sofort die Kultur der Chinabäume ein, musste aber 1856 seiner Gesundheit halber nach Europa zurückkehren und nahm seinen Abschied aus dem holländischen Staatsdienst.
Zuletzt in Kleve wohnhaft, beschäftigte sich Haßkarl namentlich mit der ostindischen Flora; er beteiligte sich auch an dem botanischen Teil des Petersschen Werkes über Mosambik und untersuchte und beschrieb die Commelinaceae der Georg Schweinfurthschen Sammlung abessinischer Pflanzen. Er besorgte auch die deutschen Ausgaben einiger Werke Franz Wilhelm Junghuhns und die Übersetzung von Alfred Whaley Coles Werk.

## Ehrungen
Ihm zu Ehren wurde die Gattung Hasskarlia Baill. der Pflanzenfamilie der Wolfsmilchgewächse (Euphorbiaceae) benannt. 1858 ernannte ihn die Universität Greifswald zum Dr. h. c.

## Schriften (Auswahl)
- Catalogus Plantarum in Horto Botanico Bogoriensi cultarum alter. Lands-Drukkerij, Batavia 1844.
- Plantae Junghuhnianae. Leiden 1851–1852.
- Filices javanicae. Batavia 1856.
- Retzia observationes botanicae de plantis horti botanici Bogoriensis. Leiden 1856.
- Hortus Bogoriensis descr. seu Retziae editio nova. (1. Teil, Amsterdam 1858; 2. Teil in  Bonplandia 1859).
- Horti malabarici clavis nova. In: Flora. Band 44–45, Regensburg 1861–1862.
  - Band 44:
    - Nr. 26, 14. Juli 1861, S. 401–408 (online).
    - Nr. 31, 21. August 1861, S. 481–488 (online).
    - Nr. 35, 21. September 1861, S. 545–552 (online).
    - Nr. 37, 7. Oktober 1861, S. 577–584 (online).
    - Nr. 39, 21. Oktober 1861, S. 609–616 (online).
    - Nr. 41, 7. November 1861, S. 641–648 (online).
    - Nr. 45, 7. Dezember 1861, S. 705–712 (online).
    - Nr. 47, 21. Dezember 1861, S. 737–745 (online).

  - Band 45:
    - Nr. 3, 14. Februar 1862, S. 41–48 (online).
    - Nr. 5, 28. Februar 1862, S. 73–80 (online).
    - Nr. 8, 21. März 1862, S. 121–128 (online).
    - Nr. 10, 3. April 1862, S. 153–160 (online).
    - Nr. 12, 16. April 1862, S. 187–192 (online).
- Neuer Schlüssel zu Rumphs Herbarium amboinense. Halle 1866.
- Horti malabarici Rheedeani clavis locupletissima. In: Novorum actorum Academiae Caesareae Leopoldino-Carolinae Germanicae Naturae Curiosorum. Band 34, Abhandlung I, Dresden 1867 (online, Digitalisat).
- Commelinaceae indicae. Wien 1870.

### Übersetzungen
- Plantae javanicae rariores. Berlin 1847.
- Alfred Whaley Cole: Das Kap und die Kaffern oder Mitteilungen über meinen fünfjährigen Aufenthalt in Süd-Afrika: Mit dem Portr. des Kaffernhäuptlings Macomo. Arnold, Leipzig 1852.